# Esmegma
Esmegma (do grego σμήγμα, smígma, que significa sebo) é a combinação de células epiteliais esfoliadas com óleos e gordura, que se pode acumular nos órgãos genitais dos mamíferos, mais especificamente sob o prepúcio nos machos e na vulva nas fêmeas. Esta secreção procede da renovação celular, juntamente com o sebo proveniente das glândulas de Tyson e tem um cheiro forte característico. A Mycobacterium smegmatis é a bactéria caraterística associada à produção do esmegma, e produzido a partir das secreções epiteliais.
Em animais sadios, o esmegma ajuda na limpeza e lubrificação dos genitais. Na medicina veterinária, a substância é, às vezes, utilizada para detectar infeções urinárias, como a tricomoníase. Alguns recomendam a limpeza periódica dos genitais do macho para mantê-lo saudável.
Ambos, homens e mulheres, o produzem. Nos homens é produzido e acumulado sob o prepúcio do pênis; já nas mulheres pode ser coletado ao redor do clitóris e dos pequenos lábios.
O esmegma é descrito como tendo textura de pasta antes de haver acumulação significativa. Após esta, a sua aparência é comparada com a textura de queijo em muitos textos. Por conta de acontecer sob o prepúcio, é menos comum (ou menos noticiado) o acúmulo em circuncidados.
A gordura subprepucial preserva a glande e promove a lubrificação do prepúcio. Entretanto, o acúmulo na cavidade prepucial pode promover um meio ideal para proliferação de bactérias patogênicas. A opinião médica corrente é que o acúmulo livre do esmegma não é saudável. Pode causar ou aumentar uma série de irritações conhecidas por balanite. Estudos médicos como o realizado por Plaut (1947) e Heins (1958) dizem que o acúmulo de esmegma causa o desenvolvimento de carcinoma no pênis, mas a American Cancer Society, em estudos mais recentes, não conseguiu dar suporte a estes estudos.
A prevenção da acumulação  pode ser feita com água morna. Nas mulheres, ao redor do clitóris, que pode ser empurrado para trás gentilmente, para que se possa lavar o esmegma acumulado. Alguns argumentam que o sabão é a melhor solução, porque não retira os óleos da pele, fato que geraria dermatites não específicas. O cheiro forte pode significar problema de saúde grave ou a necessidade de lavagem cuidadosa sem excesso no uso de água. Se a pele for sensível ou sofrer de reações ao uso de sabão, o banho morno deve ser ministrado com auxílio de profissional de saúde.

### Imagens de esmegma
- Imagens de esmegma em genitais masculinos:
- Imagens de esmegma em genitais femininos: